# アルシノエ2世

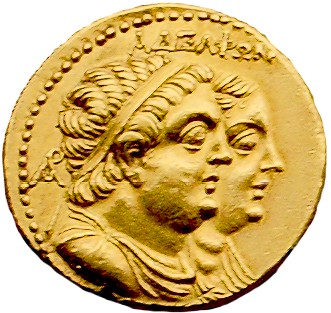
左がプトレマイオス2世ピラデルポスであり、ギリシア語でΑΔΕΛΦΩΝ（母を同じくする子ら）とある。デザインそのものは伝統的なものだが、地中海美術の流れをくんでやや丸みを帯びている

アルシノエ2世（Ἀρσινόη, 紀元前316年 - 紀元前270年から紀元前268年）は、プトレマイオス朝エジプトの女王である。リュシマコス王との結婚によりその妻としてトラキア、小アジア、マケドニアの女王となり、後に弟であり夫ともなったプトレマイオス2世とともにエジプトを治めた。その権力は強く、実質的統治者として君臨したことから、クレオパトラやベレニケ4世に並ぶプトレマイオス朝の女傑とも称される。

## 略歴
ヘレニズム国家をエジプトに興したプトレマイオス1世ソーテール（Πτολεμαίος Σωτήρ は「守護者プトレマイオス」の意）とその2番目の妻ベレニケ1世との間に長女として生まれた 。
アルシノエ2世は15歳のときにリュシマコスと結婚し、3人の子をもうけた。その名はプトレマイオス1世エピゴノス、リュシマコス、ピリッポスと伝わる。息子たちを玉座に座らせるために、アルシノエ2世は反逆を企てたかどで夫の長子アガトクレスに毒を飲ませ処刑した。
リュシマコスが紀元前281年の戦い（コルペディオンの戦い）で亡くなると、急ぎカッサンドレイアへ向かい、異母兄弟であるプトレマイオス・ケラウノスと再婚した。2番目の夫は、プトレマイオス1世とその前妻エウリュディケの子供の一人だった。この結婚には2人がマケドニアとトラキアの覇権を争っていたという政治的な背景がある（生前のリュシマコスは両地を支配し、その権勢は南ギリシアと小アジアにも及んでいた）。2人の関係は長続きしなかった。プトレマイオス・ケラウノスがさらに力をつけはじめると、アルシノエ2世はその勢いを抑え、前夫との息子たちとともに夫に反旗を翻す時期だと判断した。しかし陰謀は露見する。プトレマイオス・ケラウノスはアルシノエ2世の2人の息子リュシマコスとピリッポスを殺害するが、長男のプトレマイオスは北へ脱出し、ダルダニア人の王国に逃れた。当のアルシノエ2世も弟プトレマイオス2世の庇護を求め、エジプトのアレクサンドリアへ逃れた。

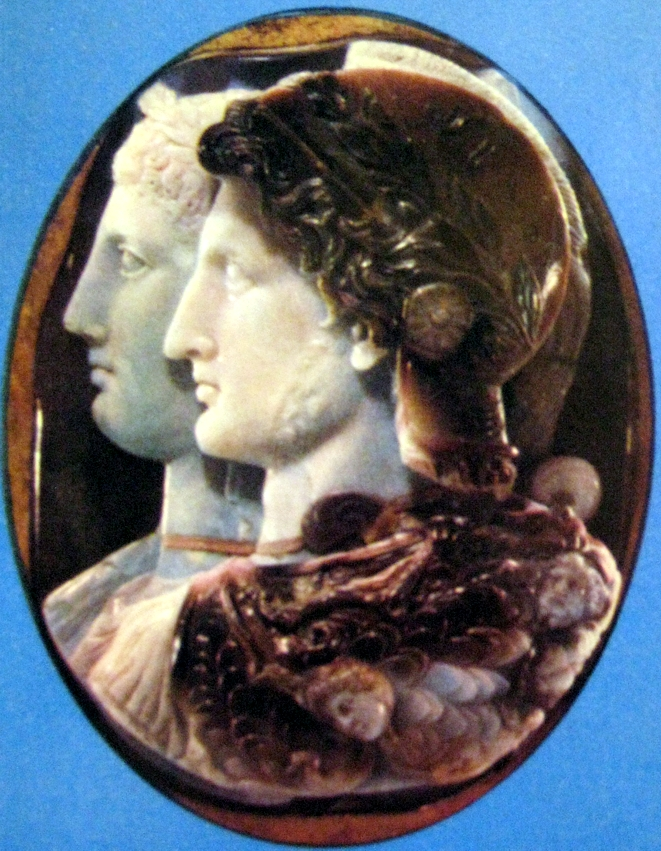
ゴンザーガ・カメオ（エルミタージュ美術館）

エジプトでもアルシノエ2世は術策を巡らせ、弟を唆してプトレマイオス2世の最初の妻であるアルシノエ1世に夫の暗殺疑惑の濡れ衣を着せて離婚させ、南エジプトに追放させた。そして紀元前275年頃、アルシノエ2世が自分の同母弟の妻となった。かくて2人を形容して「兄弟姉妹を愛する者達」（古希: Φιλάδελφοι、英: Philadelphoi）という言葉が、おそらくは憤慨したギリシア人により与えられた。アルシノエ2世は弟のもつ肩書き全てを自らも名乗り、女王に捧げられた街や崇拝者、その肖像を象った貨幣ができるなど、強い影響力をもった。外交政策にも深く関わったとみえて、それは中東でセレウコス朝と対峙した第一次シリア戦争（紀元前274-271年）でのプトレマイオス2世ピラデルポスの勝利にもつながった。女王の死後もプトレマイオス2世は公文書でたびたびその名に触れており、貨幣や礼拝もかつてのままにさせ、さらにアルシノエ2世を女神として崇めさせた。それはそのまま自らの神格化につながったのである。

## 伝記
- エリザベス・ドネリー・カーニー『アルシノエ二世　ヘレニズム世界の王族女性と結婚』 森谷公俊 訳、白水社、2018年